# Santos Iriarte
Victoriano Santos Iriarte (2. november 1902 – 10. november 1968) var en uruguayansk fodboldspiller, der med Uruguays landshold vandt guld ved VM i 1930 på hjemmebane. Han spillede i alle uruguayanernes fire kampe i turneringen, og opnåede i alt fem landskampe.
Iriarte spillede på klubplan for Racing Club de Montevideo i hjemlandet.